# Oșești
Oșești est une commune roumaine située dans le județ de Vaslui.